# Nesolestes ranavalona
Nesolestes ranavalona är en trollsländeart som beskrevs av Schmidt 1951. Nesolestes ranavalona ingår i släktet Nesolestes och familjen Megapodagrionidae. IUCN kategoriserar arten globalt som otillräckligt studerad. Inga underarter finns listade i Catalogue of Life.